# Crystal (condado de Nye)
Crystal es un área no incorporada ubicada en el condado de Nye en el estado estadounidense de Nevada.

## Geografía
Crystal se encuentra ubicado en las coordenadas 36°29′30″N 116°10′3″O / 36.49167, -116.16750.